# 스타폭스
《스타폭스》(Star Fox, スターフォックス)는 닌텐도가 제작한 액션 어드벤처 및 진행형 슈팅 비디오 게임 시리즈이다. 의인화 동물로 구성된 가상의 행성계 '라일랏 (Lylat)'을 무대로 특수 부대 '스타폭스'와 대장 폭스 맥클라우드를 중심으로 이야기가 전개된다.
시리즈 첫 번째 게임 《스타폭스 (1993)》는 전방 스크롤 레일 슈팅 게임으로, 닌텐도 EAD가 개발하고 영국의 아르고너트 소프트웨어가 프로그래밍을 담당했다. 발매 기종 슈퍼 패미컴의 연산 속도를 보완하기 위해 카트리지 내에 슈퍼 FX 연산칩을 추가로 부착한 것이 특징으로, 가정용 콘솔 게임으로서 처음으로 3D 렌더링을 활용했다. 이후 닌텐도 64로 발매된 리부트 《스타폭스 64》는 럼블 팩 기능과 개선된 게임플레이로 비디오 게임 산업을 휩쓸어 이후 지대한 영향을 끼쳤다.

## 게임
| 1993 | 스타폭스            |
| 1994 |                     |
| 1995 |                     |
| 1996 |                     |
| 1997 | 스타폭스 64         |
| 1998 |                     |
| 1999 |                     |
| 2000 |                     |
| 2001 |                     |
| 2002 | 스타폭스 어드벤처스 |
| 2003 |                     |
| 2004 |                     |
| 2005 | 스타폭스 어썰트     |
| 2006 | 스타폭스 커맨드     |
| 2007 |                     |
| 2008 |                     |
| 2009 |                     |
| 2010 |                     |
| 2011 | 스타폭스 64 3D      |
| 2012 |                     |
| 2013 |                     |
| 2014 |                     |
| 2015 |                     |
| 2016 | 스타폭스 제로       |
| 2016 | 스타폭스 가드       |
| 2017 | 스타폭스 2          |

### 취소된 게임

#### 스타폭스 (버추얼 보이)
E3 1995와 1995년 겨울 소비자 가전 전시회에서 닌텐도의 전시회에서 휴대용 게임기 버추얼 보이용 《스타폭스》를 예고하면서 아윙 기체가 움직이는 시연 영상을 선보였다. 당시 발표회에서 버추얼 보이의 3D 효과를 위해 현장에서 참가자들에게 3D 안경을 배포해 시청하도록 유도했는데, 한 감상자는 이 영상에 대해 흥미로운 데모라면서 같은 기종으로 발매된 유사한 3D 슈팅 게임 《레드 알람》보다 더 나아보였다는 의견을 냈다.

#### 스타폭스 (아케이드)
2004년에서 2005년 사이에 《스타폭스: 어썰트》와 함께 발매될 아케이드 게임이 존재했으나 출시되지 않았다. 개발 취소 사유는 알려지지 않았다.

### 관련 게임

#### 슈퍼 스매시브라더스
닌텐도의 격투 게임 시리즈 《슈퍼 스매시브라더스》에선 다수의 《스타폭스》 인물들이 출연한 바 있다. 폭스 맥클라우드의 경우 시리즈 전 다섯 작품 모두 출연했으며, 팔코 롬발디는 《슈퍼 스매시브라더스 밀리》에서 해금 가능 플레이어 캐릭터로 등장한 이래로 차후 시리즈에서 모두 등장했다.

#### 메이드 인 와리오
Wii로 출시된 《춤춰라 메이드 인 와리오》에는 슈퍼 패미컴판 게임의 그래픽을 따온 스타폭스 미니게임이 존재한다.

## 기타
독일 회사 StarVox와의 이름 문제로 인해 PAL 지역에서는 《스타폭스》와 《스타폭스 64》가 각각 스타윙(Starwing)과 라일랏 워스(Lylat Wars)으로 발매되었다.

## 참조
1. ↑  본래 1996년에 발매 예정이었음.